# Sharon den Adel
Sharon Janny den Adel (ur. 12 lipca 1974 w Waddinxveen) – holenderska wokalistka znana z występów w grupie muzycznej Within Temptation. Wcześniej była członkinią The Circle (1996) - grupy, z której wywodzi się Within Temptation. Znana jest również z gościnnych występów m.in. w grupach Ayreon oraz Avantasia. Den Adel dysponuje mezzosopranem. Wokalistka jest absolwentką studiów projektanckich.

## Życie prywatne
Sharon Janny den Adel urodziła się 12 lipca 1974 r. w Waddinxveen w Holandii. W młodości dużo podróżowała mieszkając w co najmniej dziesięciu różnych krajach, w tym w Indonezji od pierwszego do szóstego roku życia. Według den Adel niektóre ruchy, które wykonuje podczas koncertów, są inspirowane balijskimi tancerzami. Po powrocie z Surinamu do Holandii zaczęła być zastraszana przez szkolnych kolegów ze względu na jej odmienny styl ubioru, fryzurę i ciemniejszą karnację w tamtym czasie. W liceum poznała Roberta Westerholta, z którym w 1996 r. założyła zespół o nazwie The Portal, choć przed ich debiutanckim albumem nazwa została zmieniona na Within Temptation. 
Jest związana z gitarzystą grupy Within Temptation Robertem Westerholtem, z którym ma córkę Evę Lunę (ur. 7 grudnia 2005) oraz dwóch synów: Robina Aidena (ur. 1 czerwca 2009) i Logana Arwina (ur. 30 marca 2011).

## Dyskografia
Single
| Aemen feat. Sharon den Adel – "Time"                          | 2003 | —  | –  |
| Armin van Buuren feat. Sharon den Adel – "In and Out of Love" | 2008 | 10 | 56 |
| "—" singel nie był notowany.                                  |      |    |    |

Występy gościnne
| Wykonawca i Album                                           | Rok  | Utwór                             | Źródło |
| ----------------------------------------------------------- | ---- | --------------------------------- | ------ |
| Voyage – Embrace                                            | 1996 | "Frozen"                          | [ 13 ] |
| Silicon Head – Bash                                         | 1997 | "Hear"                            | [ 14 ] |
| Ayreon – Into the Electric Castle                           | 1998 | "The Indian"                      | [ 15 ] |
| De Heideroosjes – Schizo                                    | 1999 | "Regular Day In Bosnia"           | [ 16 ] |
| After Forever – Prison of Desire                            | 2000 | "Beyond Me"                       | [ 17 ] |
| Orphanage - Inside                                          | 2000 | "Behold"                          |        |
| Paralysis - Architecture of the Imagination                 | 2000 | "Fly"                             |        |
| Paralysis - Architecture of the Imagination                 | 2000 | "Architecture of the Imagination" |        |
| Avantasia – The Metal Opera                                 | 2001 | "Farewell"                        | [ 18 ] |
| De Heideroosjes – Fast Forward                              | 2001 | "Last Call To Humanity"           | [ 19 ] |
| Avantasia – The Metal Opera Part II                         | 2002 | "Into The Unknown"                | [ 20 ] |
| Timo Tolkki – Hymn to Life                                  | 2002 | "Are You the One?"                | [ 21 ] |
| Delain – Lucidity                                           | 2006 | "No Compliance"                   | [ 22 ] |
| Armin van Buuren – Imagine                                  | 2008 | "In and Out of Love"              | [ 23 ] |
| Agua De Annique – Pure Air                                  | 2009 | "Somewhere"                       | [ 24 ] |
| Oomph! – Truth Or Dare                                      | 2010 | "Land Ahead"                      | [ 25 ] |
| For All We Know – For All We Know                           | 2011 | "Keep Breathing"                  | [ 26 ] |
| Timo Tolkki’s Avalon – The Land of New Hope – A Metal Opera | 2013 | "Shine"                           | [ 27 ] |